# Aanslagen in de metro van Moskou op 29 maart 2010
De aanslagen van Moskou in 2010 waren twee zelfmoordaanslagen die in de ochtend van maandag 29 maart 2010 plaatsvonden in de metro van Moskou.
De eerste explosie vond plaats bij het metrostation Loebjanka om ongeveer 7:56 uur lokale tijd. De tweede explosie vond plaats bij het metrostation Park Koeltoery om 8:38 lokale tijd.
Een derde explosie zou gepland zijn af te gaan rond 9:30 uur lokale tijd bij een van de twee Prospekt Mira-metrostations, maar er werden geen explosieven gevonden. Bij twee andere meldingen werden eveneens geen explosieven gevonden. Twee dagen later was er in Kizljar nog een aanslag, hierbij kwamen 12 mensen om het leven.

## Slachtoffers
Volgens Russische inlichtingen zijn er 37 doden, waarbij alleen al 25 doden vielen bij de eerste explosie bij station Loebjanka. Volgens de BBC zijn er 15 mensen omgekomen in de tweede explosie. In totaal zijn er meer dan 100 personen gewond geraakt door beide explosies.

## Opgeëist
De terroristische aanslagen in Moskou zijn opgeëist door de islamitische separatisten in de Russische deelrepubliek Tsjetsjenië. Deze groep wordt geleid door Dokoe Oemarov.

## Externe link

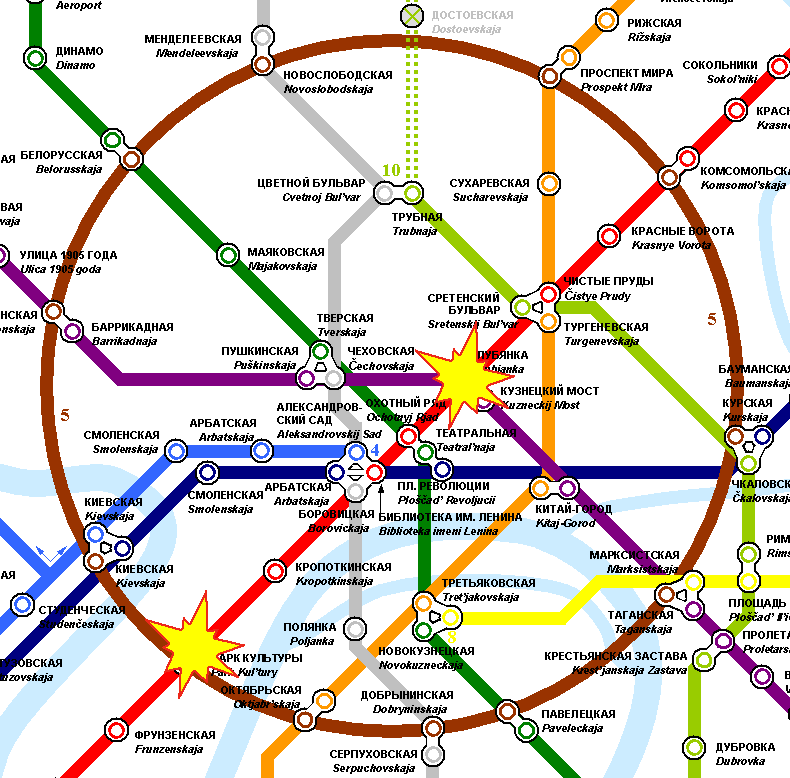
Exacte locatie van de twee getroffen metrostations.